# Strzelanina na Uniwersytecie Karola w Pradze

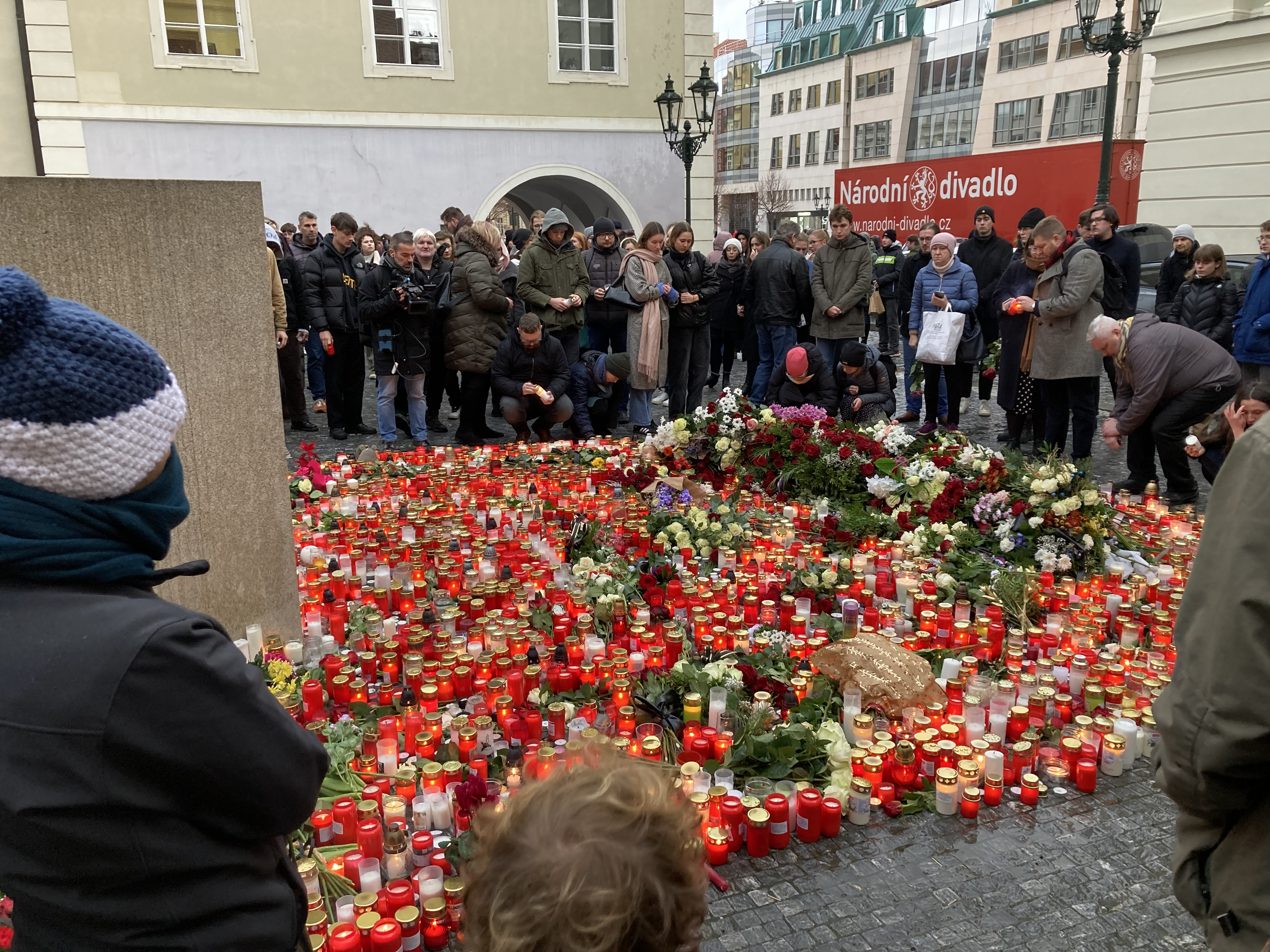
Upamiętnienie ofiar strzelaniny przed Carolinum

Strzelanina na Uniwersytecie Karola w Pradze – strzelanina w Pradze, do której doszło 21 grudnia 2023 roku. W strzelaninie zginęło 16 osób (w tym sprawca), a 24 zostały ranne. Wcześniej, tego samego dnia sprawca zastrzelił własnego ojca w mieszkaniu, a kilka dni wcześniej 2 osoby w lesie na przedmieściach Pragi.

## Przebieg
Pierwsza zbrodnia wydarzyła się 15 grudnia, gdy nieznany wówczas sprawca zastrzelił 2 osoby (ojca z dzieckiem) w lesie Klanovickim na przedmieściach Pragi. Później potwierdzono, że był to sprawca późniejszej strzelaniny na uniwersytecie. 21 grudnia 2023 24-letni David Kozák zastrzelił swojego ojca Stanislava w mieście Kladno. 
Przed godziną 15 tego samego dnia otworzył ogień z balkonu gmachu Wydziału Filozoficznego Uniwersytetu Karola przy placu Jana Palacha, strzelając do ludzi na ulicy przed budynkiem oraz do studentów wewnątrz budynku. Pierwsze zgłoszenie o strzelaninie przyjęto o godzinie 14:59, pierwsi policjanci pojawili się na miejscu zdarzenia 4 minuty później. Gdy na miejsce zdarzenia przybyli policjanci, sprawca wdał się z nimi w strzelaninę. Obecny na miejscu zdarzenia dziennikarz Jiří Forman próbował zwrócić na siebie uwagę strzelca, odciągając jego uwagę od studentów wewnątrz budynku
Około godziny 15:20 sprawca strzelaniny zginął, prawdopodobnie popełnił samobójstwo, gdy zbliżyli się do niego policjanci.
Około godziny 16:00 poinformowano, że strzelec został „wyeliminowany”, a budynek wydziału ewakuowano.
Podczas ataku sprawca korzystał z karabinu AR-10.

## Ofiary
W wyniku strzelaniny zginęła m.in. doktor Lenka Hlávková, dyrektor Instytutu Muzykologii na Wydziale Filozoficznym Uniwersytetu Karola oraz tłumacz i znawca literatury szwedzkiej i fińskiej Jan Dlask. Studentka Klára Holcová, zawodniczka w rzucie kulą zginęła, spadając z gzymsu budynku gdy próbowała uciec przed strzelcem.
Pełna lista ofiar strzelaniny:

1. Eva Brožová (lat 20)
2. Jan Dlask (lat 50)
3. Ad Feynmann (lat 20)
4. Lucie Fríbertová (lat 23)
5. Lenka Hlávková (lat 49)
6. Klára Holcová (lat 20)
7. Adam Jurák (lat 34)
8. David Kozák (lat 24)
9. Stanislav Kozák (lat 55)
10. Magdalena Křístková (lat 20)
11. Sára Lidická (lat 19)
12. Agáta Michalová (lat 21)
13. Aneta Richterová (lat 20)
14. Tereza Skolková (lat 23)
15. Eliška Šimůnková (lat 20)
16. Lucie Špindlerová (lat 20)

Na miejscu strzelaniny zginęło 13 osób, 1 zmarła w szpitalu. Według doniesień medialnych jedna z ofiar zginęła w wyniku upadku z budynku, gdy próbowała uciekać. W strzelaninie rannych zostało 25 osób, w tym dwóch obywateli Zjednoczonych Emiratów Arabskich i jeden Holandii.
Minister spraw wewnętrznych Czech Vít Rakušan poinformował dziennikarzy, że sprawca działał sam.

## Sprawca
Sprawcą strzelaniny był David Kozák (ur. 1999), historyk i student Wydziału Filozoficznego. Według niektórych doniesień, sprawca mógł inspirować się strzelaniną w szkole w Briańsku, z początku grudnia tego samego roku, kiedy czternastoletnia licealistka, na lekcji biologii, zastrzeliła koleżankę i raniła 5 innych uczniów, a następnie popełniła samobójstwo.
Kozák ukończył studia licencjackie z historii i europeistyki na Wydziale Artystycznym Uniwersytetu Karola. 20 czerwca 2022 roku obronił pracę licencjacką Problematika antagonismu haličského rolnického a krakovského povstání v roce 1846. W swojej pracy badał przyczyny klęski powstania krakowskiego, a przede wszystkim niepowodzenie wysiłków polskich powstańców na rzecz uzyskania poparcia chłopów galicyjskich dla swojej sprawy. Instytut Polski w Pradze przyznał tej pracy Nagrodę im. Mariana Szyjkowskiego w kategorii najlepszej pracy licencjackiej, którą wręczono Kozákowi 28 kwietnia 2023 roku w Ambasadzie RP w Pradze.

## Reakcje
Prezydent Czech Petr Pavel złożył kondolencje rodzinom oraz ofiarom za pośrednictwem serwisu X. Kondolencje złożyli także liczni politycy zagraniczni, w tym prezydent USA Joe Biden i przewodnicząca Komisji Europejskiej Ursula von der Leyen.
Na sobotę 23 grudnia 2023 roku ogłoszono w Czechach żałobę narodową. 4 stycznia 2024 roku od praskiego Carolinum do siedziby Wydziału Filozoficznego przeszedł marsz upamiętniający ofiary strzelaniny.